# DLK1
DLK1‏ (Delta like non-canonical Notch ligand 1) هوَ بروتين يُشَفر بواسطة جين DLK1 في الإنسان.